# Rudolf Reder
Rudolf Reder  alias Roman Robak (ur. 4 kwietnia 1881 w Dębicy, zm. 6 października 1977 w Toronto) – polski Żyd, przedsiębiorca branży mydlarskiej, jedna z dwóch osób, co do których istnieje pewność, że udało im się ocaleć z obozu zagłady w Bełżcu. Po wojnie represjonowany przez reżim komunistyczny wyemigrował do Izraela, a następnie do Kanady. Był jedynym więźniem Bełżca, który spisał relację na temat swojego pobytu w obozie.

## Życiorys

### Do 1939 roku
Urodził się w galicyjskiej Dębicy w zasymilowanej lub ulegającej asymilacji rodzinie żydowskiej. Był synem Hermana i Fryderyki z d. Jortner. Zachowało się niewiele informacji na temat jego młodych lat. Wiadomo, że rodzina była wystarczająco zamożna, aby sfinansować jego naukę w gimnazjum.
Z zawodu był chemikiem-mydlarzem. Był właścicielem fabryki mydła przy ul. Panieńskiej 7 we Lwowie. Z jego zeznań wynika, iż prowadził ją od 1910 roku. 
Rosyjski pisarz Władimir Bielajew, który na podstawie m.in. rozmów z Rederem opublikował w listopadzie 1944 roku artykuł Wieczne ognie Bełżca, odnotował, że Reder nauczył się fachu w zakładach chemicznych w Chicago – po tym jak przejściowo wyemigrował do USA z braćmi Maksem i Jacobem. Do Polski miał powrócić w 1919 roku. Informacja ta nie znajduje jednak potwierdzenia w innych źródłach, a sam Reder w żadnym kolejnym zeznaniu lub relacji nie powracał do wątku swej rzekomej emigracji do USA.
W nieustalonym roku poślubił Fajgę (Fanny) Falsenfeld. Ze związku tego narodziło się troje dzieci: syn Bronisław (ur. 1907) oraz córki Zofia i Maria (ur. 1919).

### II wojna światowa
Po wybuchu II wojny światowej Reder pozostał we Lwowie. Gdy miasto znalazło się pod sowiecką okupacją, należąca doń fabryka mydła najprawdopodobniej została znacjonalizowana. Według zeznań złożonych przez dwoje jego znajomych miał w latach 1940–1941 kierować państwową fabryką chemiczną „MIŚK-ŻITL-Postacztorg”.
W czerwcu 1941 roku, niedługo po rozpoczęciu wojny niemiecko-sowieckiej, Lwów został opanowany przez oddziały Wehrmachtu. Reder twierdził, że od momentu rozpoczęcia nowej okupacji wraz z córką Zofią ukrywał się pod różnymi adresami na terenie miasta. Wiadomo, że w czasie pierwszej akcji wysiedleńczej w marcu 1942 roku ukrywał się przez dwanaście dni u swojego byłego furmana, a kryjówkę opuścił, gdy inny znajomy zdobył dla niego zaświadczenie o zatrudnieniu.
10 sierpnia 1942 roku we Lwowie rozpoczęła się tzw. wielka akcja. W ciągu niespełna dwóch tygodni Niemcy i ich ukraińscy kolaboranci zamordowali blisko 2 tys. Żydów, a kolejnych 38–40 tys. wywieźli do obozu zagłady w Bełżcu. W momencie gdy rozpoczęło się „wysiedlenie”, Reder ukrywał się u znajomej ukraińskiej rodziny, Kobzdejów. Prawdopodobnie to właśnie Kobzdejowie wydali go w ręce Niemców. Aresztowanie nastąpiło 16 sierpnia. Reder został pobity, ograbiony z posiadanych pieniędzy, zabrany do koszar SS na Podzamczu, a stamtąd do obozu przy ul. Janowskiej. Następnego poranka transportem ze stacji Kleparów wywieziono go do obozu w Bełżcu. Pociąg dotarł do miejsca docelowego po siedmiogodzinnej podróży.
Po przybyciu do Bełżca zdołał uniknąć natychmiastowej śmierci w komorze gazowej. Prawdopodobnie przesądziła o tym jego znajomość języka niemieckiego, a także fakt, iż w czasie „selekcji” podał się za maszynistę-montera. Z transportu, w którym znajdowało się około 6,5 tys. lwowskich Żydów, oszczędzono jeszcze tylko siedmiu mężczyzn. Jako członek tzw. komanda śmierci był zmuszony pracować przy kopaniu grobów i przenoszeniu zwłok zamordowanych Żydów z komór gazowych do masowych mogił. Miał także pracować przy przenoszeniu zrabowanego mienia, w tym włosów obciętych kobietom, z obozu właściwego do sortowni, którą urządzono w nieczynnej lokomotywowni. Ze względu na fakt, iż był zaliczany do grona fachowców, wykonywał także inne zadania: zajmował się obsługą silnika obozowej koparki, naprawiał piece w więźniarskiej kuchni, pracował jako murarz przy jej rozbudowie. Twierdził, iż wzywano go w przypadku awarii silnika, którego spaliny były wykorzystywane do mordowania ofiar w komorach gazowych, aczkolwiek Jarosław Joniec podaje to zeznanie w wątpliwość.
Reder spędził w Bełżcu trzy miesiące. Nieustalonego dnia w listopadzie 1942 roku w towarzystwie kilku członków obozowej załogi został wysłany do Lwowa, aby pomóc w zakupie blachy. W pewnym momencie esesmani pozostawili go w samochodzie pod strażą wachmana Karola Trauttweina. Wykorzystując fakt, iż strażnik zasnął, Reder uciekł. Na temat swoich dalszych losów przedstawiał sprzeczne informacje. W pisemnej relacji z 1946 roku, a także w zeznaniach złożonych przed polskim sędzią śledczym, utrzymywał, że przez 20 miesięcy ukrywał się na terenie swojej fabryki, a pomocy udzielała mu jego wieloletnia służąca, Anastazja Hawrylak. Zupełnie inną wersję wydarzeń przedstawił natomiast w zeznaniach złożonych po emigracji do Kanady. Twierdził, iż pomocy udzieliła mu inna polska znajoma, Joanna Borkowska – właścicielka lub kierowniczka niewielkiej restauracji, w której często stołował się wraz z rodziną (od 1949 roku jego żona). Miała ukrywać go w schowku pod podłogą podwórzowej komórki. Sprzyjającą okolicznością miał być przy tym fakt, że Borkowska pracowała jako sprzątaczka w siedzibie lwowskiego Gestapo i mogła żywić uciekiniera mięsem wykradanym policyjnym psom. Nie sposób obecnie wyjaśnić rozbieżności w relacjach Redera. Niewykluczone, że pomagały mu obie wyżej wymienione kobiety. Reder przetrwał w ukryciu do lipca 1944 roku, kiedy to Lwów został ponownie zajęty przez Armię Czerwoną. Był jednym z zaledwie dwóch uciekinierów z Bełżca, o których można z całą pewnością powiedzieć, że udało im się przeżyć wojnę.
Latem lub jesienią 1944 roku złożył zeznania przed sowieckim prokuratorem z Nadzwyczajnej Komisji do Spraw Badania Zbrodni Niemieckich w obwodzie lwowskim. O swoim pobycie w Bełżcu opowiedział także pisarzowi Władimirowi Bielajewowi. Prawdopodobnie mając w pamięci doświadczenia z lat 1939–1941, w kontaktach z władzami sowieckimi podawał się za robotnika. W 1945 roku wraz z Borkowską został wysiedlony z zaanektowanego przez ZSRR Lwowa. Oboje osiedlili się w Krakowie. 
Reder twierdził, że niemal cała jego rodzina została zamordowana w czasie wojny. Jest pewnym, że Zagładę przeżyła jego córka Zofia (po wojnie wyemigrowała do Wielkiej Brytanii), natomiast syn Bronisław został zamordowany podczas „wielkiej akcji” w sierpniu 1942 roku. Na temat losów pozostałych członków rodziny zachowały się fragmentaryczne i miejscami sprzeczne informacje.

### Losy powojenne
W Krakowie powrócił do swego przedwojennego fachu. W zeznaniach złożonych w Kanadzie utrzymywał, że otworzył niewielką fabrykę mydła. Informacja ta nie znajduje jednak potwierdzenia w źródłach archiwalnych. Z ustaleń Jarosława Jońca wynika, że Reder znalazł zatrudnienie w prywatnym przedsiębiorstwie chemicznym „Flore” należącym do Zdzisława Cholewki. Podczas pobytu w Krakowie złożył trzy relacje przed Wojewódzką Żydowską Komisją Historyczną: jedna dotyczyła pobytu w Bełżcu, druga życia w okupowanym Lwowie, trzecia stanowiła ich rozwinięcie i została później wydana drukiem. Zeznawał także jako świadek w śledztwie, które Główna Komisja Badania Zbrodni Niemieckich w Polsce prowadziła w sprawie Bełżca. W listopadzie 1949 roku poślubił Joannę Borkowską.
W związku z prowadzoną przez komunistyczny reżim „bitwą o handel” stał się ofiarą szykan i represji. 7 kwietnia 1949 roku decyzją Komisji Specjalnej do Walki z Nadużyciami i Szkodnictwem Gospodarczym został wraz z Cholewką aresztowany pod zarzutem wyrobu mydła z tłuszczów jadalnych. 10 maja tegoż roku zwolniono go z aresztu za kaucją w wysokości 400 tys. złotych. Już 1 sierpnia został jednak ponownie aresztowany, tym razem pod zarzutem przekupienia milicjanta. Obwiniony funkcjonariusz podczas pierwszego pobytu Redera w areszcie miał w zamian za łapówki pośredniczyć w nielegalnej korespondencji między aresztantem a jego żoną i kuzynem, jak również potajemnie przekazywać mu paczki żywnościowe. Spędziwszy ponad miesiąc w więzieniu Montelupich, Reder został zwolniony. W międzyczasie Komisja Specjalna zamknęła zakład, w którym pracował. Ostatecznie wyrokiem Sądu Okręgowego w Krakowie z 11 kwietnia 1950 roku został uznany winnym przekupienia milicjanta i skazany na karę sześciu miesięcy pozbawienia wolności w zawieszeniu na dwa lata.
W lutym 1951 roku wraz z żoną wyemigrował do Izraela. W tym czasie posługiwał się przyjętym jeszcze w Polsce nowym nazwiskiem Roman Robak. Małżonkowie spędzili w Izraelu nieco ponad rok, po czym w czerwcu 1952 roku przenieśli się do Kanady. Niewykluczone, że podjęli tę decyzję na skutek trudnej sytuacji gospodarczej i nieprzychylnej atmosfery wokół ocalonych z Zagłady, które panowały wtedy w państwie żydowskim. W Kanadzie przez długi czas ich sytuacja materialna była ciężka. Mimo zaawansowanego wieku Reder był zmuszony pracować fizycznie, często imając się dorywczych prac. Obywatelstwo kanadyjskie uzyskał dopiero na przełomie lat 50. i 60.
Na przełomie 1959/60 roku kontakt z Rederem nawiązała Centrala Badania Zbrodni Narodowosocjalistycznych w Ludwigsburgu, która prowadziła śledztwo w sprawie zbrodni popełnionych w Bełżcu. Reder złożył zachodnioniemieckim śledczym dwa obszerne zeznania. W sierpniu 1960 roku udał się także do Monachium, aby zidentyfikować adiutanta komendanta obozu, Josefa Oberhausera. Zachodnioniemiecki wymiar sprawiedliwości nie uznał jednak jego zeznań za wystarczający materiał dowodowy, gdyż w czasie konfrontacji Reder nie rozpoznał Oberhausera, a także nie był w stanie obciążyć żadnego z pozostałych podejrzanych. Ostatecznie proces załogi Bełżca, który toczył się w Monachium w latach 1964–1965, zakończył się umorzeniem postępowania przeciw siedmiu spośród ośmiu oskarżonych. Odpowiedzialność karną za śmierć blisko 450 tys. Żydów, których zgładzono w obozie, poniósł jedynie Oberhauser, przy czym skazano go na zaledwie 4,5 roku pozbawienia wolności.
Według Roberta Kuwałka w ostatnich latach życia Reder całkowicie usunął się w cień, być może załamawszy się psychicznie na wieść o wynikach monachijskiego procesu. Data i miejsce jego śmierci przez długi czas pozostawały nieznane. Z najnowszych ustaleń wynika, że zmarł 6 października 1977 roku w Toronto.

## Bełżec

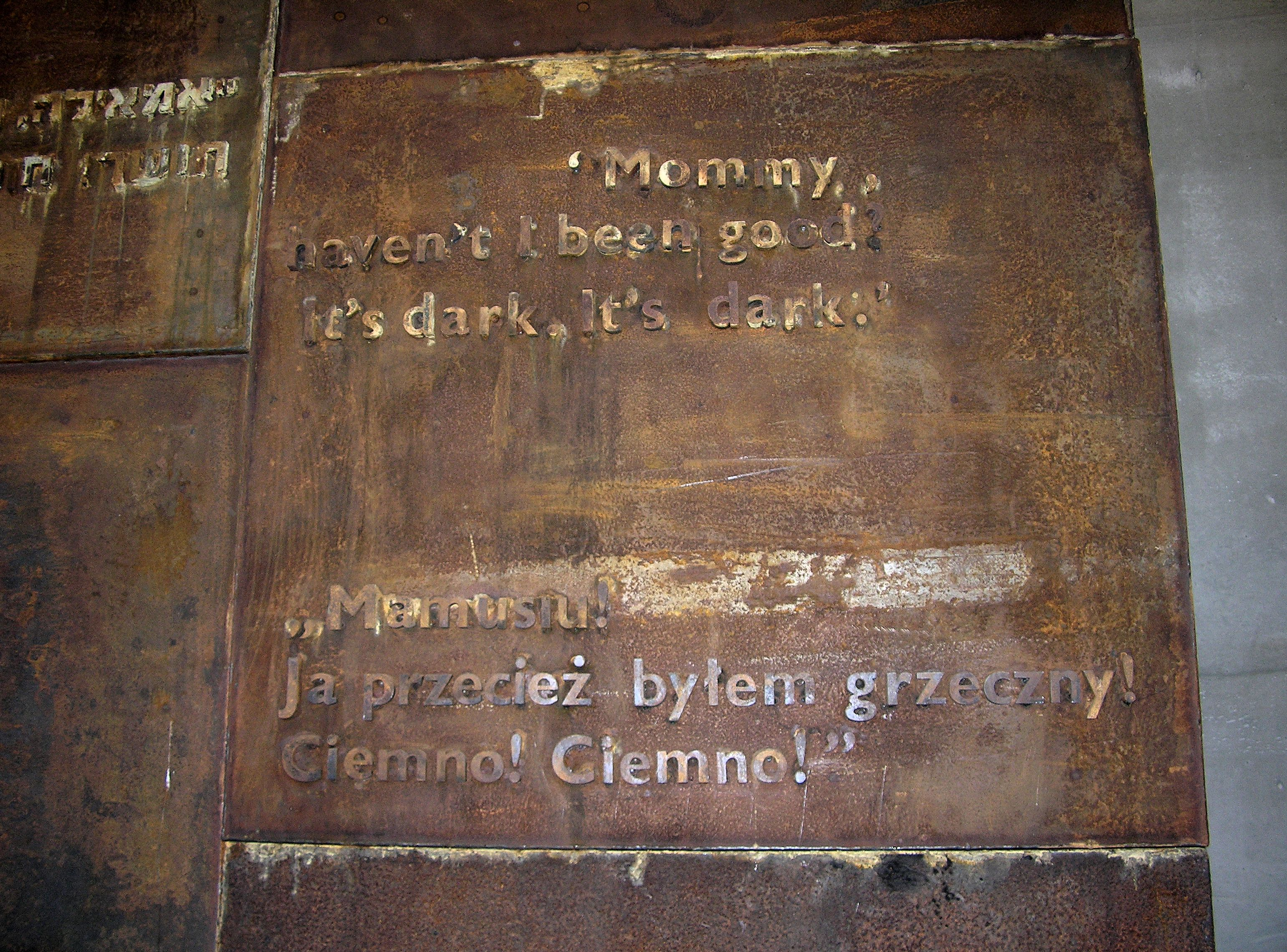
Cytat ze wspomnień Redera na ekspozycji w Muzeum – Miejscu Pamięci w Bełżcu

W lutym 1946 roku staraniem Wojewódzkiej Żydowskiej Komisji Historycznej w Krakowie opublikowano relację Redera, zatytułowaną Bełżec. Wstępem opatrzyła ją dr Nella Rost. Publikację wydano w nakładzie 6 tys. egzemplarzy. Mimo dużego zainteresowania nie została wznowiona.
Kolejna edycja, a w zasadzie reprint wspomnień Redera, ukazała się dopiero w 1999 roku nakładem krakowskiej Fundacji Judaica i Państwowego Muzeum Auschwitz-Birkenau. Wydano ją w językach polskim i angielskim ze wstępem Jana Karskiego i Franciszka Pipera.
Wspomnienia Redera posiadają unikalną wartość historyczną, gdyż są jedyną kompletną relacją spisaną przez ocalonego więźnia Bełżca.
Wspomnienia Redera stanowiły inspirację dla niektórych utworów Tadeusza Różewicza. Cytaty z Bełżca, niekiedy nieco zmodyfikowane, wplótł on do wierszy Rzeź chłopców i Warkoczyk. Nawiązania do wspomnień Redera można znaleźć również w innych dziełach Różewicza: opowiadaniu W najpiękniejszym mieście świata oraz w dramacie Pułapka.